# Taliesin (estúdio)
Taliesin East era a residência de verão do arquiteto norte-americano Frank Lloyd Wright, em Spring Green, Wisconsin. Wright começou a construir a casa em 1911, após deixar sua primeira esposa, Catherine Tobin, e sua casa e estúdio em Oak Park, Illinois, em 1909. O motivação por trás da partida de Wright era seu caso com Mamah Borthwick Cheney, ex-esposa de um de seus clientes, Edwin Cheney. Sua residência de inverno, Taliesin West, fica em Scottsdale, Arizona.
O local foi designado, em 14 de abril de 1973, um distrito do Registro Nacional de Lugares Históricos bem como, em 7 de janeiro de 1976, um Marco Histórico Nacional. Taliesin e uma seleção de outras 7 propriedades de Wright foram inscritas na Lista de Patrimônio Mundial sob o título "A arquitetura do século XX de Frank Lloyd Wright" em julho de 2019.

## Localização

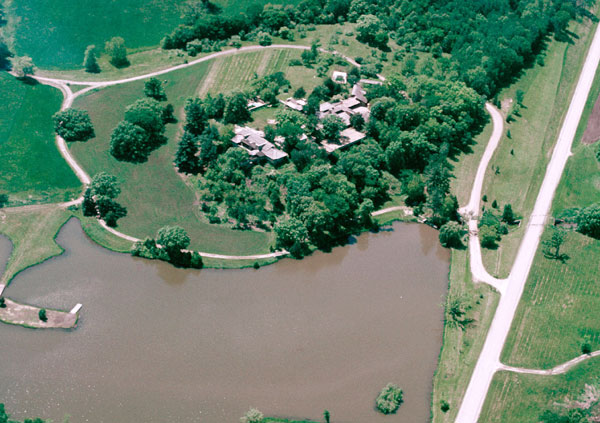
Vista aérea de Taliesin.

O vale em que Taliesin se assenta foi ocupado originalmente pela família materna de Wright, os Lloyd Joneses, durante a Guerra Civil Americana. Imigrantes de Wales, o avô materno de Wright e o tio eram ministros religiosos, e suas duas tias fundaram uma escola complementar no vale da família em 1887. A mãe de Wright, Anna Lloyd Jones Wright, começou mandar seu filho ao vale a cada verão, começando quando tinha onze anos de idade. A família, suas idéias, religião, e ideais, influenciaram extremamente o jovem Wright, que mais tarde mudou seu nome do meio de Lincoln, em honra de Abraham Lincoln), para Lloyd em homenagem a este lado da família.
Quando Wright decidiu construir uma casa neste vale, escolheu o nome do bardo galês Taliesin, cujo nome significa," testa brilhante" ou "testa radiante". Wright situou a residência sobre o topo de um monte, o favorito de sua infância. O casa foi projetada com três alas que incluíam a área de habitação, um escritório, e edifícios de exploração agrícola. Além de orientar o edifício de acordo com a paisagem, Wright usou Taliesin como uma maneira de explorar suas idéias de arquitetura orgânica. As chaminés e as fundações de pedra foram construídos de calcário local, assentado pelos pedreiros de maneira a evocar as aflorações rochosas das cercanias de Wisconsin, e a areia do Rio Wisconsin foi misturada ao estuque das paredes para evocar os bancos de areia do rio.

## Incêndios

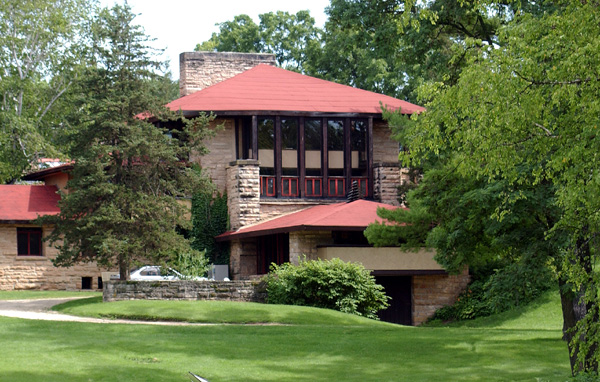
Hillside Home School, 1902, em Taliesin.

Wright e Mamah Borthwick, agora com seu nome de solteira, mudaram para Taliesin imediatamente após o Natal de 1911. Em 15 de agosto de 1914, quando Wright terminava um grande projeto em Chicago, Midway Gardens, Julian Carlton, um ajudante a quem Wright empregara dois meses antes, junto com sua esposa Gertrudes, que era cozinheira, ateou o fogo às área de habitação de Taliesin e assassinou sete pessoas com um machado enquanto o fogo ardia. Os mortos eram: Mamah, seus dois filhos John e Martha, Thomas Brunker, o contramestre, Emil Brodelle, um desenhista, David Lindblom, um paisagista, e Ernest Weston, filho do carpinteiro William Weston. Duas vítimas sobreviveram ao massacre, o desenhista Herb Fritz e William Weston, que ajudou a apagar fogo que consumiu quase completamente a ala residencial da casa. Carlton, escondendo-se na caldeira apagada, sobreviveu ao fogo mas morreu na cadeia seis semanas mais tarde; Gertrudes igualmente sobreviveu, escapando do edifício ardente através do porão. Ela negou qualquer conhecimento sobre as ações de seu marido.
Wright reconstruiu a ala residencial, denominando-a Taliesin II. Esta ala foi destruída novamente pelo fogo em 22 de abril de 1925. De acordo com Wright em sua autobiografia, o fogo pareceu ter começado perto de um telefone em seu quarto. Wright igualmente mencionou uma tempestade e relâmpagos aproximando-se imediatamente antes de observar o fogo. Os especialista em Wright especulam se a tempestade pode ter causado um curto circuito através da instalação telefónica, iniciando o fogo. Wright, pouco depois, começou a reconstrução de Taliesin, que agora chamava de Taliesin III.
A interação de Wright com Taliesin durou pelo resto de sua vida. Ele comprou as terras adjacentes, criando uma propriedade de 593 acres, aproximadamente 2,4 quilômetros quadrados. Nas décadas seguintes, Wright usou a casa como uma experiência, reformando-a continuamente, frequentemente empregando seus aprendizes da bolsa de estudos da Taliesin Fellowship, fundada em 1932, como mão-de-obra. Igualmente convidou artistas a permanecer e trabalhar com ele no Deco Decorative Moviment, revelou e patrocinou artistas conhecidos como Santiago Martinez Delgado. Isto aconteceu especialmente após o início da construção de sua residência de inverno, Taliesin West, em Scottsdale, Arizona, em 1937. Então, Wright e a Taliesin Fellowship migravam entre as duas casas todos os anos. Isto permitiu a Wright ver cada uma das casas sob nova perspectica a cada retorno. Wright acreditava que com cada mudança aprefeiçoava as casas mas que, ainda assim, estariam sujeitas a contínua evolução.
Algumas das estruturas projetadas em  Taliesin foram a Casa da Cascata, o Museu Solomon R. Guggenheim, a Sede da Johnson Wax, e a primeira casa usoniana, a Primeira Casa de Herbert e Katherine Jacobs de 1936, em Madison, Wisconsin.

## Preservação

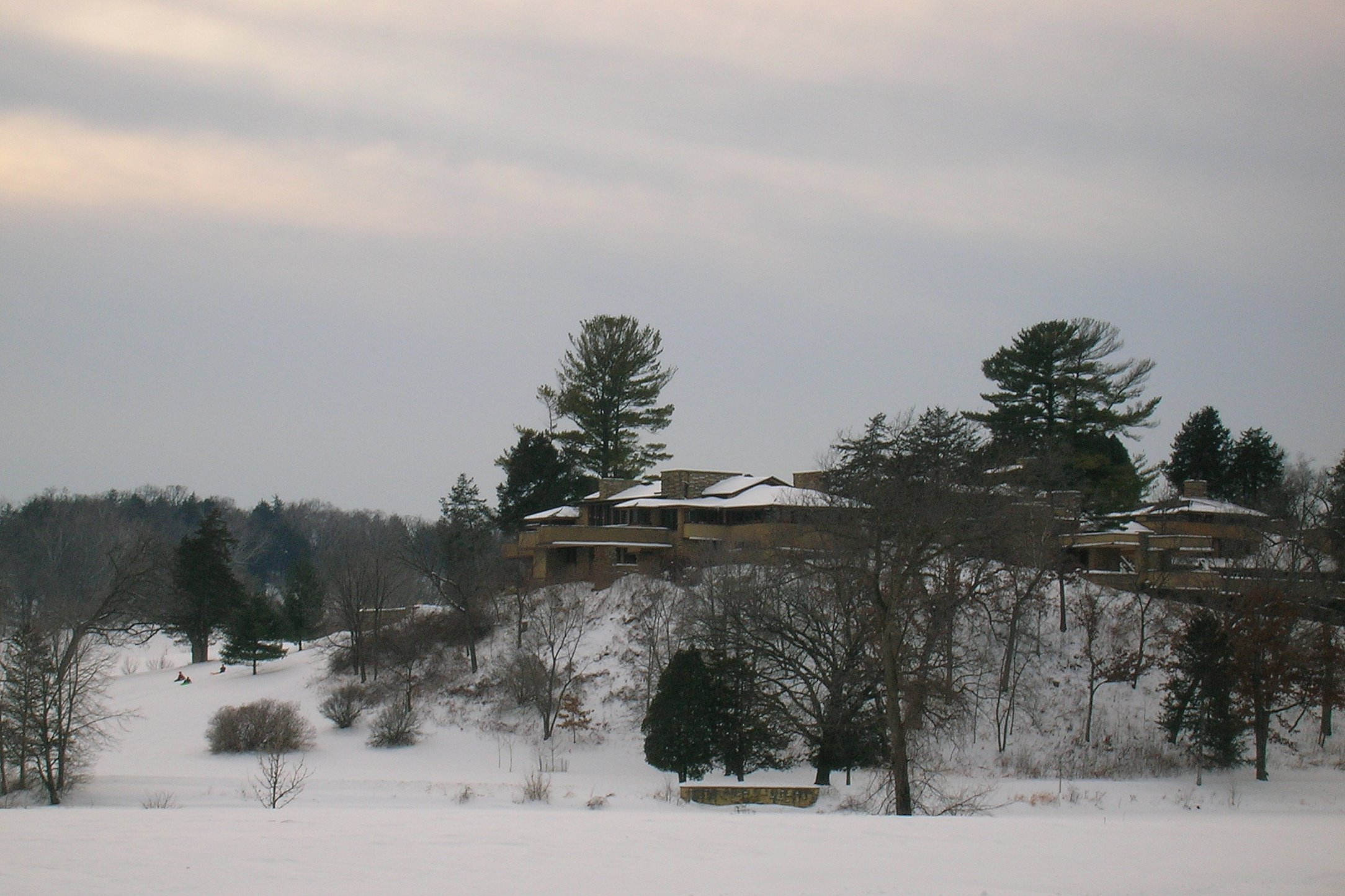
Vista da casa no inverno.

Em 1940, Frank Lloyd Wright e a sua terceira esposa, Olgivanna, criaram a Frank Lloyd Wright Foundation, que ainda existe. À morte de Wright, em 1959, a propriedade de Taliesin em Spring Green, bem como Taliesin West, passou para as mãos da fundação, a qual também detém os arquivos de Frank Lloyd Wright e administra uma escola, a Frank Lloyd Wright School of Architecture. A restauração de Taliesin East, em Wisconsin, está sob a supervisão de outra organização sem fins lucrativos estabelecida em 1991, a Taliesin Preservation, Inc.. As propriedades Taliesin são obras tombadas pelo Registo Nacional de Lugares Históricos.
Cerca de cinco milhões de dólares foram gastos na estabilização de Taliesin durante as duas últimas décadas. Infelizmente, sua preservação é "preocupante com enormes dificuldades" porque Wright nunca pensou nela como uma série de edifícios com futuro a longo prazo. Foi construída por estudantes inexperientes, e fundações sólidas para os edifícios não foram usadas. Seu futuro está agora em dúvida, e um outro grande levantamento de fundos está a ponto de começar.
Taliesin East foi candidata à lista de Património da Humanidade da UNESCO, junto com Taliesis West, mas foi rejeitada. Em 2008, o U.S. National Park Service candidatou a propriedade de Taliesin, bem como outras nove propriedades de Frank Lloyd Wright, a uma lista provisória para o estatuto de Património Mundial.